# Trophée Pekka-Rautakallio
Le Trophée Pekka Rautakallio est remis annuellement au meilleur défenseur de hockey sur glace du championnat de Finlande. Remis depuis 1978, il a été renommé en 1995 en l'honneur de Pekka Rautakallio, défenseur qui a remporté le trophée à trois reprises.

## Joueurs récompensés
| Saison    | Joueur             | Équipe           |
| --------- | ------------------ | ---------------- |
| 1977-1978 | Pekka Rautakallio  | Ässät Pori       |
| 1978-1979 | Pekka Rautakallio  | Ässät Pori       |
| 1979-1980 | Reijo Ruotsalainen | Kärpät Oulu      |
| 1980-1981 | Reijo Ruotsalainen | Kärpät Oulu      |
| 1981-1982 | Pertti Lehtonen    | HIFK             |
| 1982-1983 | Nikolaï Makarov    | Jokerit Helsinki |
| 1983-1984 | Tapio Levo         | Ässät Pori       |
| 1984-1985 | Tapio Levo         | Ässät Pori       |
| 1985-1986 | Pekka Rautakallio  | HIFK             |
| 1986-1987 | Hannu Virta        | TPS Turku        |
| 1987-1988 | Timo Jutila        | Tappara Tampere  |
| 1988-1989 | Hannu Virta        | TPS Turku        |
| 1989-1990 | Hannu Virta        | TPS Turku        |
| 1990-1991 | Hannu Virta        | TPS Turku        |
| 1991-1992 | Harri Laurila      | JYP Jyväskylä    |
| 1992-1993 | Erik Hämäläinen    | Jokerit Helsinki |
| 1993-1994 | Petteri Nummelin   | TPS Turku        |
| 1994-1995 | Marko Kiprusoff    | TPS Turku        |
| 1995-1996 | Mika Strömberg     | Jokerit Helsinki |
| 1996-1997 | Brian Rafalski     | HPK Hämeenlinna  |
| 1997-1998 | Allan Measures     | Ilves Tampere    |
| 1998-1999 | Brian Rafalski     | HIFK             |
| 1999-2000 | Toni Lydman        | HIFK             |
| 2000-2001 | Jouni Loponen      | TPS Turku        |
| 2001-2002 | Tom Koivisto       | Jokerit Helsinki |
| 2002-2003 | Marko Tuulola      | HPK Hämeenlinna  |
| 2003-2004 | Toni Söderholm     | HIFK             |
| 2004-2005 | Ilkka Mikkola      | Kärpät Oulu      |
| 2005-2006 | Lasse Kukkonen     | Kärpät Oulu      |
| 2006-2007 | Cory Murphy        | HIFK             |
| 2007-2008 | Arto Laatikainen   | Espoo Blues      |
| 2008-2009 | Markus Seikola     | Ilves Tampere    |
| 2009-2010 | Lee Sweatt         | TPS Turku        |
| 2010-2011 | Sami Vatanen       | JYP Jyväskylä    |
| 2011-2012 | Sami Vatanen       | JYP Jyväskylä    |
| 2012-2013 | Shaun Heshka       | Ässät            |
| 2013-2014 | Lasse Kukkonen     | Kärpät Oulu      |
| 2014-2015 | Esa Lindell        | Ässät            |
| 2015-2016 | Yohann Auvitu      | HIFK             |
| 2016-2017 | Miika Koivisto     | Jukurit Mikkeli  |
| 2017-2018 | Miro Heiskanen     | HIFK             |
| 2018-2019 | Oliwer Kaski       | Pelicans Lahti   |
| 2019-2020 | Matt Caito         | KooKoo Kouvola   |
| 2020-2021 | Robin Press        | Lukko            |